# James Emott
James Emott (* 9. März 1771 in Poughkeepsie, Provinz New York; † 7. April 1850 ebenda) war ein US-amerikanischer Jurist und Politiker. Zwischen 1809 und 1813 vertrat er den Bundesstaat New York im US-Repräsentantenhaus.

## Werdegang
James Emott wurde ungefähr vier Jahre vor dem Ausbruch des Unabhängigkeitskrieges in Poughkeepsie geboren und genoss eine gute Schulbildung. Er studierte Jura und begann nach dem Erhalt seiner Zulassung als Anwalt 1790 in Ballston Center zu praktizieren. Als Land Commissioner war er 1797 für die Beilegung der Streitigkeiten bezüglich Besitzansprüchen von Militärbasen im Onondaga County zuständig. Emott zog 1800 nach Albany. Er vertrat 1804 das Albany County in der New York State Assembly und war in dieser Zeit als Speaker tätig. Politisch gehörte er der Föderalistischen Partei an.
Bei den Kongresswahlen des Jahres 1808 wurde er im vierten Wahlbezirk von New York in das US-Repräsentantenhaus in Washington, D.C. gewählt, wo er am 4. März 1809 die Nachfolge von Philip Van Cortlandt antrat. Er wurde einmal wiedergewählt und schied nach dem 3. März 1813 aus dem Kongress aus. Zwischen 1814 und 1817 vertrat er das Dutchess County in der New York State Assembly. Während dieser Zeit war er im ersten Jahr als Speaker tätig. Er war vom 8. April 1817 bis zum 3. Februar 1823 Richter am Court of Common Pleas im Dutchess County. Am 21. Februar 1827 wurde er zum Richter im zweiten Gerichtsbezirk ernannt, eine Stellung, die er bis zu seinem Rücktritt im Februar 1831 innehatte. Er verstarb am 7. April 1850 in Poughkeepsie und wurde auf dem dortigen Poughkeepsie Rural Cemetery beigesetzt.